# Survivor Series (1988)
Survivor Series 1988 est le deuxième Survivor Series, pay-per-view annuel de catch produit par la World Wrestling Entertainment. Il s'est déroulé le jour de Thanksgiving, le 24 novembre 1988 au Richfield Coliseum, de Richfield, Ohio.

## Résultats
- (5 contre 5) Survivor Series match : The Ultimate Warrior, Brutus Beefcake, Sam Houston, The Blue Blazer et Jim Brunzell def. The Honky Tonk Man, Ron Bass, Danny Davis, Greg Valentine et Bad News Brown (w/Jimmy Hart) (17:50)

| Élimination # | Catcheur                         | Éliminé par          | Manière                                                                          | Temps                |                      |
| ------------- | -------------------------------- | -------------------- | -------------------------------------------------------------------------------- | -------------------- | -------------------- |
| 1             | Danny Davis                      | Brutus Beefcake      | Prise du sommeil                                                                 | 1:18                 |                      |
| 2             | Jim Brunzell                     | Bad News Brown       | Tombé après un Ghetto blaster                                                    | 5:12                 |                      |
| 3             | Bad News Brown                   | Personne             | Décompte à l'extérieur (Valentine a frappé accidentellement Brown qui est parti) | 7:50                 |                      |
| 4             | Sam Houston                      | Ron Bass             | Tombé après un Power Slam                                                        | 10:09                |                      |
| 5             | The Blue Blazer                  | Greg Valentine       | Soumission sur un Figure Four Leglock                                            | 12:29                |                      |
| 6             | Brutus Beefcake & Honky Tonk Man | Personne             | Double décompte à l'extérieur                                                    | 15:44                |                      |
| 7             | Ron Bass                         | Ultimate Warrior     | Tombé après un Double Axe Handle                                                 | 17:30                |                      |
| 8             | Greg Valentine                   | Ultimate Warrior     | Tombé après un Double Axe Handle                                                 | 17:50                |                      |
| Survivant :   | The Ultimate Warrior             | The Ultimate Warrior | The Ultimate Warrior                                                             | The Ultimate Warrior | The Ultimate Warrior |
- (10 contre 10) Tag Team Survivor Series match : The Powers of Pain (The Warlord et The Barbarian), The Rockers (Shawn Michaels et Marty Jannetty), The British Bulldogs (Davey Boy Smith et Dynamite Kid), The Hart Foundation (Bret Hart et Jim Neidhart), et The Young Stallions (Jim Powers et Paul Roma) def. Demolition (Ax et Smash), The Brain Busters (Arn Anderson et Tully Blanchard), The Bolsheviks (Nikolai Volkoff et Boris Zhukov), The Fabulous Rougeaus (Raymond et Jacques) et The Conquistadors (José Luis Rivera et José Estrada) (w/Mr. Fuji, Bobby Heenan, Slick et Jimmy Hart) (42:12)

| Élimination # | Catcheur                        | Éliminé par        | Manière | Temps              |                    |
| ------------- | ------------------------------- | ------------------ | --- | ------------------ | ------------------ |
| 1             | Raymond Rougeau                 | Bret Hart          | Tombé sur un petit paquet                                                                                   | 5:22               |                    |
| 2             | Jim Powers                      | Boris Zhukov       | Tombé après un Reversed Crossbody                                                                           | 15:20              |                    |
| 3             | Boris Zhukov                    | Marty Jannetty     | Tombé avec un Sunset Flip                                                                                   | 18:09              |                    |
| 4             | Bret Hart                       | Tully Blanchard    | Hart appliquait une German suplex sur Blanchard, mais Hebner a décompté les épaules de Hart                 | 27:03              |                    |
| 5             | The Rockers & The Brain Busters | Personne           | Double DQ après une bataille dans le ring                                                                   | 27:57              |                    |
| 6             | Dynamite Kid                    | Smash              | Tombé après une Clothesline. Auparavant, Dynamite Kid avait raté un headbutt du haut de la troisième corde. | 36:02              |                    |
| 7             | Smash                           | Personne           | Décompte à l'extérieur                                                                                      | 39:33              |                    |
| 8             | José Luis Rivera                | Barbarian          | Tombé après un Headbutt                                                                                     | 42:12              |                    |
| Survivants :  | The Powers of Pain              | The Powers of Pain | The Powers of Pain                                                                                          | The Powers of Pain | The Powers of Pain |
- (5 contre 5) Survivor Series match: André the Giant, Rick Rude, Dino Bravo, Mr. Perfect et Harley Race (w/Bobby Heenan et Frenchy Martin) def. Jim Duggan, Jake Roberts, Scott Casey, Ken Patera et Tito Santana (30:03)

| Élimination # | Catcheur                 | Éliminé par              | Manière                                                    | Temps                    |                          |
| ------------- | ------------------------ | ------------------------ | ---------------------------------------------------------- | ------------------------ | ------------------------ |
| 1             | Ken Patera               | Rick Rude                | Tombé après un Rude Awakening                              | 8:18                     |                          |
| 2             | Scott Casey              | Dino Bravo               | Tombé après une Side Suplex                                | 9:27                     |                          |
| 3             | Harley Race              | Tito Santana             | Tombé après une Flying Forearm Smash                       | 13:19                    |                          |
| 4             | Tito Santana             | Andre the Giant          | S'est assis sur la poitrine de Santana                     | 14:40                    |                          |
| 5             | Jim Duggan               | Personne                 | DQ                                                         | 21:22                    |                          |
| 6             | Rick Rude                | Jake Roberts             | Tombé après un DDT                                         | 28:45                    |                          |
| 7             | Andre the Giant          | Personne                 | DQ (Andre refusait de lâcher son étranglement sur Roberts) | 29:39                    |                          |
| 8             | Jake Roberts             | Mr. Perfect              | Tombé après un headbutt de Andre the Giant                 | 30:03                    |                          |
| Survivants :  | Mr. Perfect & Dino Bravo | Mr. Perfect & Dino Bravo | Mr. Perfect & Dino Bravo                                   | Mr. Perfect & Dino Bravo | Mr. Perfect & Dino Bravo |
- (5 contre 5) Survivor Series match : Hulk Hogan, Randy Savage, Hercules, Koko B. Ware et Hillbilly Jim (w/Miss Elizabeth) def. Ted DiBiase, The Big Boss Man, Akeem, Haku et The Red Rooster (w/Slick, Bobby Heenan, et Virgil) (29:10)

| Élimination # | Catcheur                  | Éliminé par               | Manière                                              | Temps                     |                           |
| ------------- | ------------------------- | ------------------------- | ---------------------------------------------------- | ------------------------- | ------------------------- |
| 1             | Red Rooster               | Randy Savage              | Tombé après un Flying Elbow Drop                     | 6:11                      |                           |
| 2             | Hillbilly Jim             | Akeem                     | Tombé après un 747 Splash                            | 9:59                      |                           |
| 3             | Koko B. Ware              | Big Boss Man              | Tombé après un Boss Man Slam                         | 11:45                     |                           |
| 4             | Hercules                  | Ted DiBiase               | Tombé sur un Schoolboy après une diversion de Virgil | 16:35                     |                           |
| 5             | Ted DiBiase               | Randy Savage              | Tombé sur un Schoolboy                               | 16:57                     |                           |
| 6             | Big Boss Man              | Personne                  | Décompte à l'extérieur                               | 23:24                     |                           |
| 7             | Akeem                     | Personne                  | DQ                                                   | 25:01                     |                           |
| 8             | Haku                      | Hulk Hogan                | Tombé après un Leg drop                              | 30:10                     |                           |
| Survivants :  | Randy Savage & Hulk Hogan | Randy Savage & Hulk Hogan | Randy Savage & Hulk Hogan                            | Randy Savage & Hulk Hogan | Randy Savage & Hulk Hogan |